# 뮤직뱅크의 1위 수상자 목록
아래의 리스트(list)는 KBS 2TV의 예능 버라이어티 음악 프로그램인 《뮤직뱅크》의 1위 수상자 목록이다.

## 수상자 목록

### MVP 수상자
- 시행기간 : 1998년 6월 16일(1회) ~ 1999년 10월 26일(69회)

### 1위 수상자
- 시행기간 : 1999년 11월 2일(70회) ~ 2001년 8월 9일(162회)

#### 1999년
| 11월 - 11월 2일 - 조성모 For Your Soul (슬픈 영혼식) (2주 연속,통산 4주) (해당 방송분부터 순위제 시행) - 11월 9일 - 젝스키스 예감 (통산 3주) - 11월 16일 - 이정현 와 - 11월 23일 - 이정현 와 (2주 연속) - 11월 30일 - 이정현 와 (3주 연속) | 12월 - 12월 7일 - 샵 Tell Me Tell Me - 12월 14일 - 유승준 비전 - 12월 21일 - 유승준 비전 (2주 연속) (성탄특집) - 12월 28일 - 연말 특집 편성 (미집계) |

#### 2000년
| 1월 - 1월 4일 - 유승준 비전 (3주 연속) - 1월 11일 - 유승준 비전 (4주 연속) - 1월 18일 - 유승준 비전 (5주 연속) - 1월 25일 - god 사랑해 그리고 기억해 2월 - 2월 1일 - god 사랑해 그리고 기억해 (2주 연속) - 2월 8일 - SKY 영원 - 2월 15일 - SKY 영원 (2주 연속) - 2월 22일 - SKY 영원 (3주 연속) - 2월 29일 - 조성모 가시나무 3월 - 3월 7일 - 터보 Cyber Lover - 3월 14일 - god 애수 - 3월 21일 - god 애수 (2주 연속) - 3월 28일 - 임창정 나의 연인 4월 - 4월 4일 - 임창정 나의 연인 (2주 연속) - 4월 11일 - 임창정 나의 연인 (3주 연속) (새봄맞이 특집 봄의 축제) - 4월 18일 - 신승훈 전설 속의 누군가처럼 - 4월 25일 - 신승훈 전설 속의 누군가처럼 (2주 연속) 5월 - 5월 2일 - 주영훈 노을의 연가 - 5월 9일 - 클론 초련 - 5월 16일 - 클론 초련 (2주 연속) - 5월 23일 - 클론 초련 (3주 연속)(가정의 달 특집) - 5월 30일 - 클론 초련 (4주 연속) 6월 - 6월 6일 - 백지영 Dash - 6월 13일 - 백지영 Dash (2주 연속) - 6월 20일 - 쿨 해석남녀 - 6월 27일 - J 어제처럼 (100회 특집) | 7월 - 7월 4일 - 김현정 멍 - 7월 11일 - 김현정 멍 (2주 연속) (2000 상반기 결산) - 7월 18일 - 컨츄리꼬꼬 오! 가니 - 7월 25일 - 컨츄리꼬꼬 오! 가니 (2주 연속) (여름방학 특집 제1탄) 8월 - 8월 1일 - 컨츄리꼬꼬 오! 가니 (3주 연속) (여름방학 특집 제2탄) - 8월 8일 - 백지영 Sad Salsa (여름방학 특집 제3탄) - 8월 15일 - 이정현 너 (여름방학 특집 제4탄) - 8월 22일 - 백지영 Sad Salsa (통산 2주) (여름방학 특집 제5탄) - 8월 29일 - 김현정 너 정말 9월 - 9월 5일 - 홍경민 흔들린 우정 (가을맞이 특집) - 9월 12일 - 홍경민 흔들린 우정 (2주 연속) (추석 특집) - 9월 19일 - 박지윤 성인식 - 9월 26일 - 조성모 아시나요 (가을맞이 대축제) 10월 - 10월 3일 - 조성모 아시나요 (2주 연속) (개천절 특집) - 10월 12일 - 조성모 아시나요 (골든컵) - 10월 19일 - 샵 잘됐어 - 10월 26일 - 샵 잘됐어 (2주 연속) (창원공연) 11월 - 11월 2일 - 핑클 Now - 11월 9일 - H.O.T. Outside Castle - 11월 16일 - H.O.T. Outside Castle (2주 연속) - 11월 23일 - H.O.T. Outside Castle (골든컵) - 11월 30일 - god 거짓말 12월 - 12월 7일 - god 거짓말 (2주 연속) - 12월 14일 - god 거짓말 (골든컵) - 12월 21일 - 유승준 찾길 바래 (성탄특집) - 12월 28일 - 유승준 찾길 바래 (2주 연속) (2000 연말결산) |

#### 2001년
| 1월 - 1월 4일 - 유승준 찾길 바래 (골든컵) (신년특집) - 1월 11일 - 임창정 날 닮은 너 (겨울방학 특집 제1탄) - 1월 18일 - 임창정 날 닮은 너 (2주 연속) (겨울방학 특집 제2탄) - 1월 25일 - 임창정 날 닮은 너 (골든컵) (설특집) 2월 - 2월 1일 - 김장훈 혼잣말 (겨울방학 특집 제3탄) - 2월 8일 - S.E.S. 감싸 안으며 (겨울방학 특집 제4탄) - 2월 15일 - S.E.S. 감싸 안으며 (2주 연속) - 2월 22일 - S.E.S. 감싸 안으며 (골든컵) 3월 - 3월 1일 - 코요태 파란 - 3월 8일 - 코요태 파란 (2주 연속) - 3월 15일 - 포지션 I Love You (새봄맞이 특집 제1탄) - 3월 22일 - 포지션 I Love You (2주 연속) (새봄맞이 특집 제2탄) - 3월 29일 - 포지션 I Love You (골든컵) (새봄맞이 특집 제3탄) 4월 - 4월 5일 - 샵 Sweety (식목일 특집) - 4월 12일 - 샵 Sweety (2주 연속) - 4월 19일 - 싸이 새 - 4월 26일 - 싸이 새 (2주 연속) 5월 - 5월 3일 - 싸이 새 (골든컵) - 5월 10일 - 홍경민 가져가 - 5월 17일 - 홍경민 가져가 (2주 연속) - 5월 24일 - 홍경민 가져가 (골든컵) - 5월 31일 - 핑클 당신은 모르실거야 6월 - 6월 7일 - 핑클 당신은 모르실거야 (2주 연속) - 6월 14일 - 샵 백일기도 - 6월 21일 - 샵 백일기도 (2주 연속) - 6월 28일 - 샵 백일기도 (골든컵) (2001 상반기 결산) | 7월 - 7월 5일 - 김건모 미안해요 - 7월 12일 - 김건모 미안해요 (2주 연속) - 7월 19일 - 김건모 미안해요 (골든컵) - 7월 26일 - 브라운 아이즈 벌써 일년 (여름방학 특집 제1탄) 8월 - 8월 2일 - 브라운 아이즈 벌써 일년 (2주 연속) (여름방학 특집 제2탄,순위제 폐지) |

### K-Chart 1위 수상자
- 시행기간 : 2007년 9월 7일 ~  현재

## 같이 보기
- 뮤직뱅크